# 대수학자
《대수학자》(The Algebraist)는 이언 M. 뱅크스가 2004년에 발표한 SF 소설로, 기존의 '컬처' 시리즈와 별개인 스페이스 오페라이다. 2005년 휴고상 최고의 장편상 후보에 올랐다. 2004년 인터뷰에서 뱅크스는 "3부작이 될 가능성도 있으나, 현재로선 오직 이 작품뿐이다"라고 말했다. 한국에서는 2010년 열린책들에서 출판되었다(김민혜 번역).

## 평가
《대수학자》에는 기존 스페이스 오페라에서 쓰여온 요소들을 그대로 차용하고 있다. 인간과 전혀 다른 환경에서 진화한 외계인의 개념은 이미 익숙하며, 웜홀이나 상대론적 시간 관념은 말할 것도 없고, 문명이 싹트기 전의 인류의 일부가 오래전 외계인에 의해 교육받아 은하 사회의 일부가 되었다는 '진보 인간'이나, '드웰러' 종족에서 화폐를 대신하는 추상적 가치인 '쿠도스'는 다른 작가들의 소설에서 사용된 바 있다.
그럼에도 이 책은 SF 작품에서 중요한 것은 작가의 상상력과 필력이지 얼마나 신기한 소품을 동원하는지가 아니라는 사실을 확실히 보여준다.
이 작품은 흔히 SF 소설에서 적들을 단순하고 획일적인 특징을 가진 외계 종족으로 규정한 것과 달리, 인간 사회가 그러하듯이 한마디로 정의하기 어렵고 복잡한 주체로서 등장한다. 특히 '드웰러'는 SF 문학 전체를 통틀어도 더 특이하고 흥미로울 수 없을 만한 외계 종족이다. 메르카토리아 사람들의 고향인 율루비스 행성계에 산발적인 공격을 퍼붓고 적을 끌어들인 '비욘더'는 사실 가장 인도적인 방식으로 정당한 복수를 실행하는 태도를 보이며, 그들이 끌어들인 최대의 적 '계시 5성단 단절'의 지도자 루시퍼러스는 심지어 인간이다. 루시퍼러스의 심리 묘사를 통해 파괴와 폭력을 미학적으로까지 다루려고 한 것은 기존 스페이스 오페라에서 볼 수 없는 시도이기도 하다.
또한 이 책은 웅장한 스케일에도 불구하고 과학적으로 탄탄한 배경을 가지고 있어, 과학 기술의 다양한 가능성을 탐구하여 과학 소설의 선구자라 할 수 있는 쥘 베른의 전통을 이어받았다는 평가를 받고 있다. 인간이 거대 가스 행성에서 호흡할 수 있도록 폐와 호흡 기관에 주입하는 액체인 '아가미액'의 개념이 흥미롭다. 특히 중력에 관한, 이미 널리 알려져 있으나 사람들이 실제 문제 해결에 적용하기는 어려워 하는 흥미로운 물리학 이론들은 줄거리를 이끌고 있으며 작품 속 수수께끼의 단서가 된다.

## 줄거리
이 소설은 인간 기준으로 서기 4034년, 수많은 종족들이 공존하는 은하 사회, 그 중에서도 메르카토리아의 율루비스 행성계를 배경으로 펼쳐진다. 은하의 많은 부분이 웜홀로 연결되어 손쉽게 오갈 수 있게 되었지만, 율루비스 행성계는 웜홀 포털이 파괴되어 잠시 고립되어 있는 상태다. 드웰러는 수십억년을 살고 우주 역사의 대부분을 같이 한 종족으로, 특이한 형태의 문명을 이루고 있고 많은 비밀을 감추고 있어 소설의 중심이 되는 종족이다.